# Isolueshita
La isolueshita es la forma mineral de un óxido múltiple de niobio, lantano y sodio de composición (Na,La)NbO3.
Descrito por vez primera en 1997 por A. R. Chakhmouradian,  V. Yakovenchuk, R. H. Mitchell y A. Bogdanova, su nombre refleja su hábito isométrico, su isotropismo óptico y la similitud con su polimorfo, la lueshita.

## Propiedades
La isolueshita es un mineral de color negro parduzco y brillo adamantino, entre opaco y translúcido. 
Posee una dureza de 5,5 en la escala de Mohs y una densidad de 4,72 g/cm³.
Es insoluble en ácido clorhídrico.
Cristaliza en el sistema isométrico, clase hexaoctaédrica,
siendo polimorfo de tres especies mineralógicas distintas: lueshita, natroniobita y pauloabibita.
Se piensa que la isolueshita es un polimorfo cinéticamente favorecido frente a la lueshita, producto de una rápida cristalización como consecuencia de la repentina caída de presión y/o temperatura.
La composición media de la isolueshita es (Na0.84Ca0.07Sr0.01La0.01Ce0.01) (Nb0.90Ti0.11). Además de estos elementos puede contener torio (0,1 - 0,5% como ThO2), hierro (0,1 - 0,2% como Fe2O3) y tántalo (0,1% como Ta2O5).
Por otra parte, este mineral forma parte del subgrupo mineralógico de la perovskita.

## Morfología y formación
La isolueshita se presenta como cristales euhédricos, estando estos bien formados y mostrando una buena forma externa.
En cuanto a su génesis, se ha encontrado este mineral óxido en una veta de pegmatita sometida a alteración hidrotermal, en urtita-ijolita.

## Yacimientos
La localidad tipo, y único yacimiento conocido de este mineral, es la mina Kirovskii, ubicada en el monte Kukisvumchorr en el macizo de Jibiny (óblast de Múrmansk, Rusia). Dicho emplazamiento es también localidad tipo de diversos minerales entre los que están belovita-(La), rasvumita, shirokshinita y tuliokita.